# Corona (meteorologie)

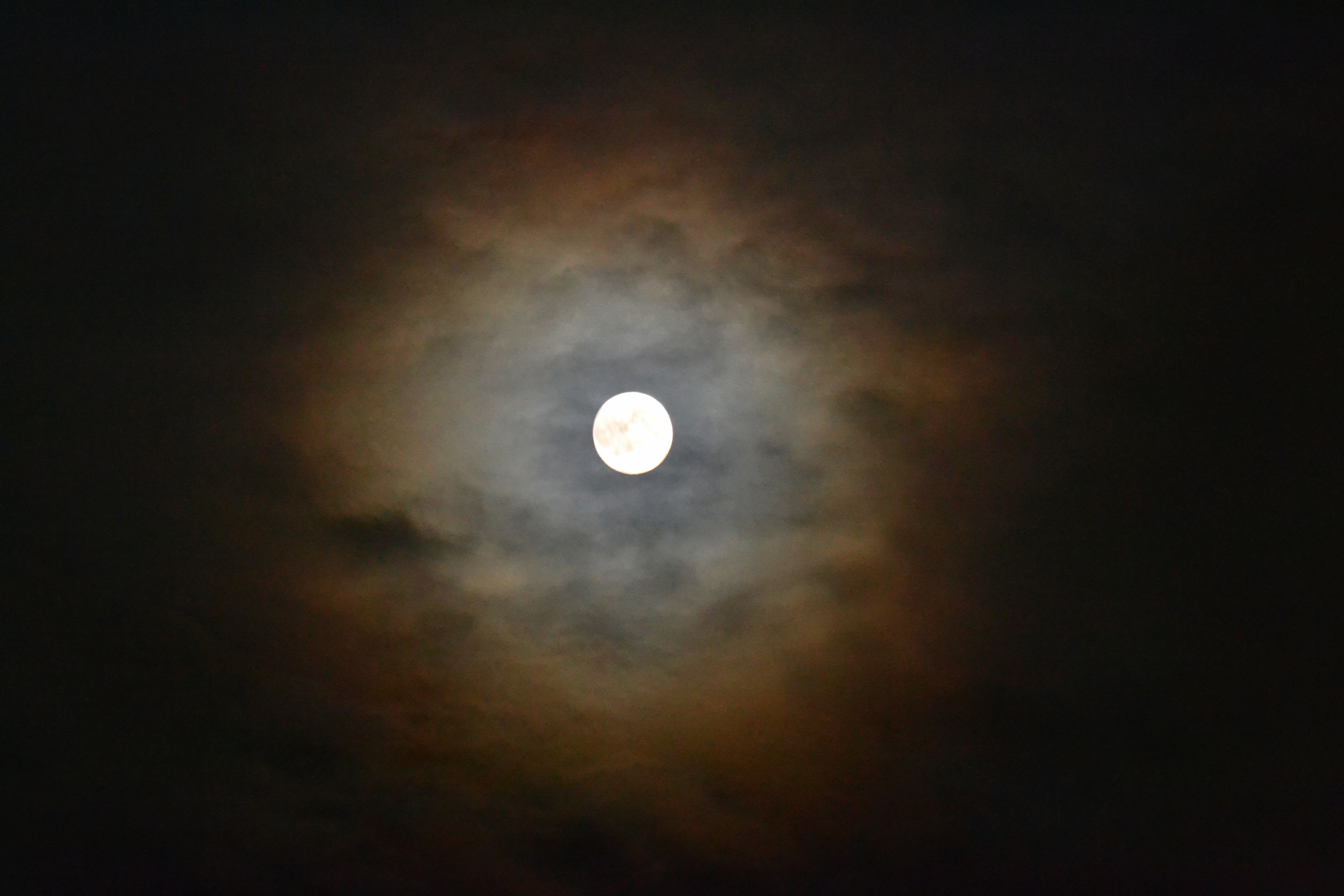
Het centrale gedeelte van de corona, de aureool, rond de maan.

Een corona in de meteorologie is een atmosferisch optisch verschijnsel in de vorm van een of meerdere gekleurde kransen van licht rondom de zon of maan. Het effect ontstaat door de diffractie van het licht door kleine waterdruppels of ijskristallen van een wolk.
Het centrale gedeelte van de corona, ook aureool genoemd, bevindt zich als een diffuse gloed direct rondom de lichtbron (in tegenstelling tot de halo, die een ring op geruime afstand van de lichtbron vormt en scherper is afgegrensd) en is bleekblauw van tint met een verkleuring naar roodbruin aan de rand. Vaak is de aureool het enige zichtbare gedeelte van de corona; in gunstige omstandigheden (d.w.z. als de wolkdeeltjes zeer gelijkmatig van grootte zijn) kunnen zich daarbuiten nog een of meerdere parelmoerkleurige kransen bevinden.
De corona is een specifieke verschijningsvorm van iriserende wolken, waarbij de kleurbanden cirkelvormig zijn als gevolg van een uniforme wolkdikte. Zijn de wolken ongelijkmatig van dikte, dan verdwijnt de ronde vorm en volgen de kleurbanden de contouren van de wolk. Men spreekt dan niet meer van een corona, maar het natuurkundige proces blijft hetzelfde.
De naam "corona" dient niet te worden verward met dezelfde term in de astronomie, die wordt gebruikt ter aanduiding van de zonneatmosfeer die bij totale zonsverduisteringen kan worden waargenomen.

## Corona in stuifmeelkorrels
Ook stuifmeelkorrels kunnen optische hemelverschijnselen veroorzaken. Gedurende perioden van verhoogde activiteit is het aan te raden om het gebied van de blauwe hemel in de nabijheid van de zon in 't oog te houden. Daarbij moet de zon zelf afgeschermd worden door bijvoorbeeld een lantaarnpaal of een fabrieksschouw. Een corona in stuifmeelkorrels ziet er ongeveer hetzelfde uit als een gewone corona in waterdruppeltjes, maar dan wel met bijkomende plaatselijke verhelderingen in de ringen, afhankelijk van het soort stuifmeelkorrels dat in de lucht zweeft.

## De ring van Bishop
Een moeilijker waar te nemen optisch verschijnsel is de ring van Bishop die zich rondom de zon vertoont als een ietwat rossig uitziende brede wazige cirkel met een heldere lichtblauwe binnenkant. De ring van Bishop werd voor het eerst gerapporteerd door Rev. Sereno Edwards Bishop (1827-1909) die dit verschijnsel vanaf Honolulu waarnam na de uitbarsting van de Krakatau (vulkaan) in 1883. De door de zon beschenen asdeeltjes afkomstig van de Krakatau zweefden in de stratosfeer en zorgden wereldwijd voor opvallend roodkleurige schemeringsverschijnselen, de groene en blauwe zon, en een optisch fenomeen dat er ongeveer als een haloverschijnsel uitzag; de ring van Bishop.